# Ниденбург (замок)
Замок Ниденбург (нем. Niedenburg; пол. Zamek w Nidzicy) — замок Тевтонского ордена, построенный около 1370 года в Варминьско-Мазурском воеводстве. Вокруг него возник город, ныне носящий название Нидзица.

## История

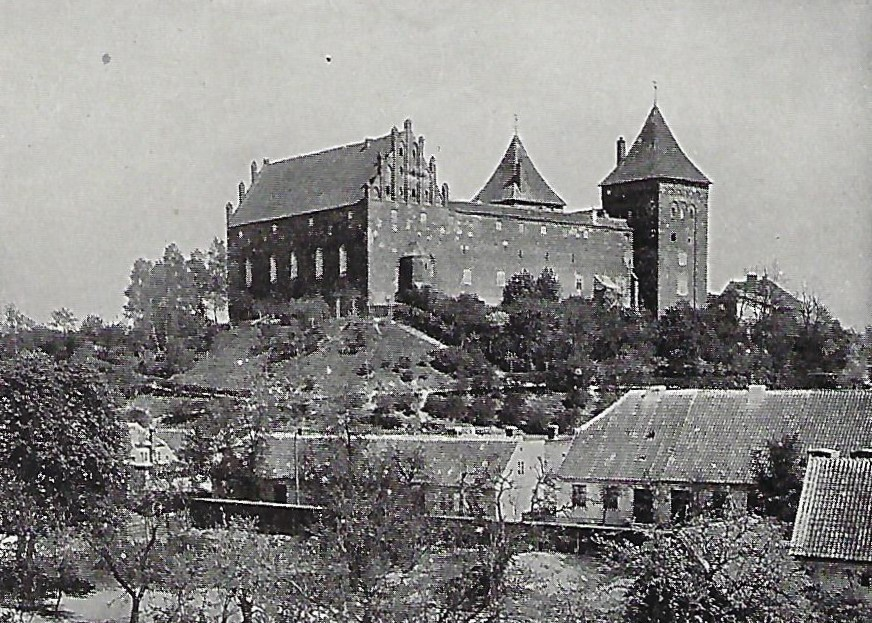
Вид замка в начале XX века

### Ранний период
Строительство замка на высоком холме началось по распоряжению великого магистра Немецкого ордена около 1370 года. В 1409 году в замке находился прокурор ордена. 12 июля 1410 года крепость была захвачена польской армией. Но вскоре орден смог вернуть замок. Во время Голодной войны в 1414 году поляки осадили крепость и после восьми дней осады захватили её. В 1454 году замок был захвачен отрядами Прусского союза и в феврале 1455 года передан чешским войскам под командованием Яна Колды из Жампека. Чехи сумели отразить в апреле атаку армии тевтонцев. Позднее крепость перешла под контроль Пруссии.

### С XVI по XIX века
В 1517 году замок в был расширен и укреплён. В 1784 году крепость серьёзно пострадала из-за сильного пожара.
В 1812 году замок разграбили французские войска. В 1828—1830 годах крепость перестроили в тюрьму.

### XX век
В начале 1945 года замок был почти полностью разрушен Красной армией. До 1960-х годов он представлял собой груду развалин.
В 1961—1965 годах польские власти Нидзицы провели масштабные работы по восстановлению стен и башен замка. В настоящее время в крепости расположен музей.

## Архитектура
Крепость была построена из кирпича на высоком каменном фундаменте. Замок имеет прямоугольную форму размером 62×44 м. Внешний фасад также украшен большими арочными готическими окнами. В подвальных помещениях располагались темницы для узников. Над воротами стояла часовня замка, занимавшая два этажа. В конце XV века замок был окружен дополнительной внешней стеной. В настоящее время цитадель окружена высокими деревьями.

## Галерея

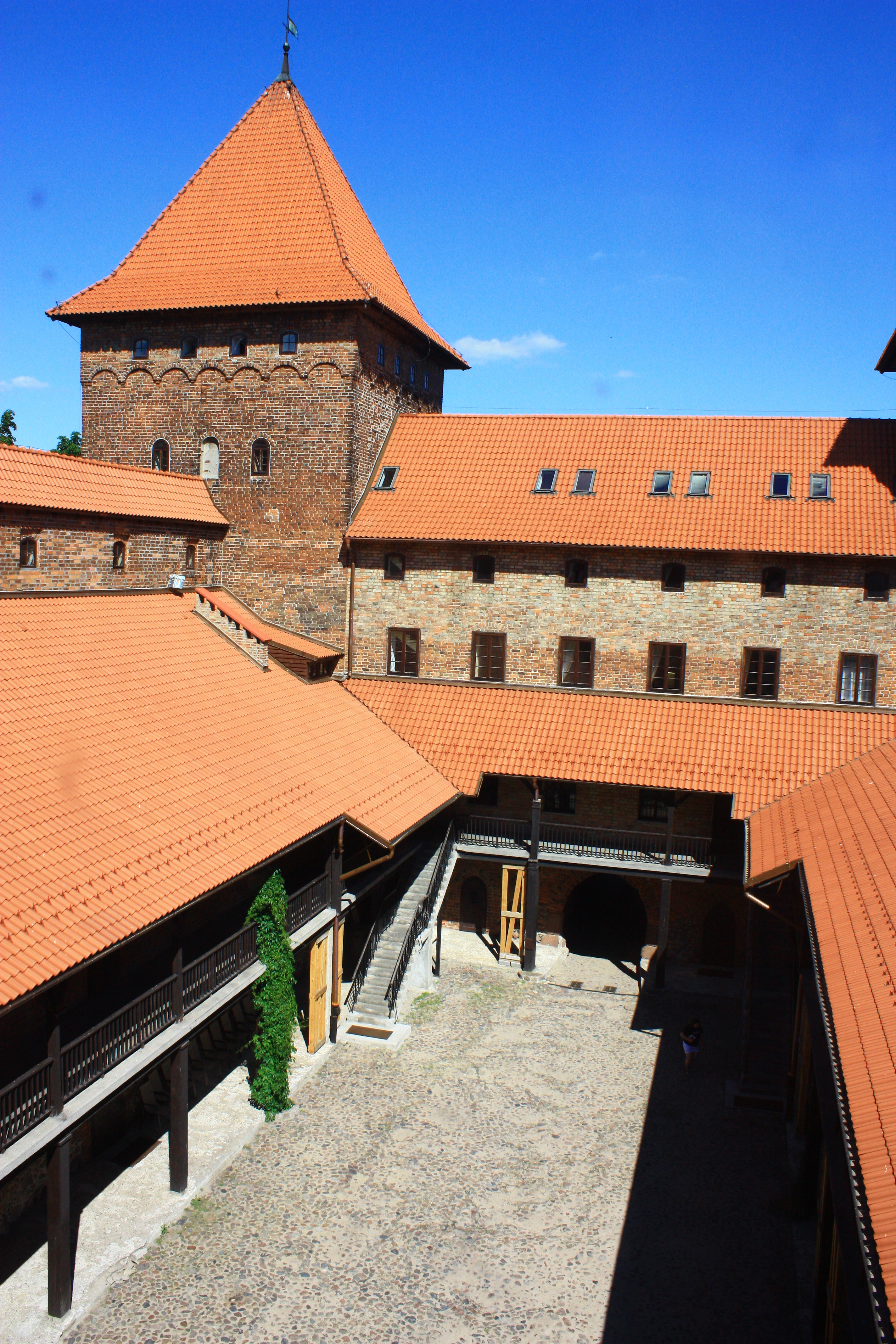
Внутренний двор замка
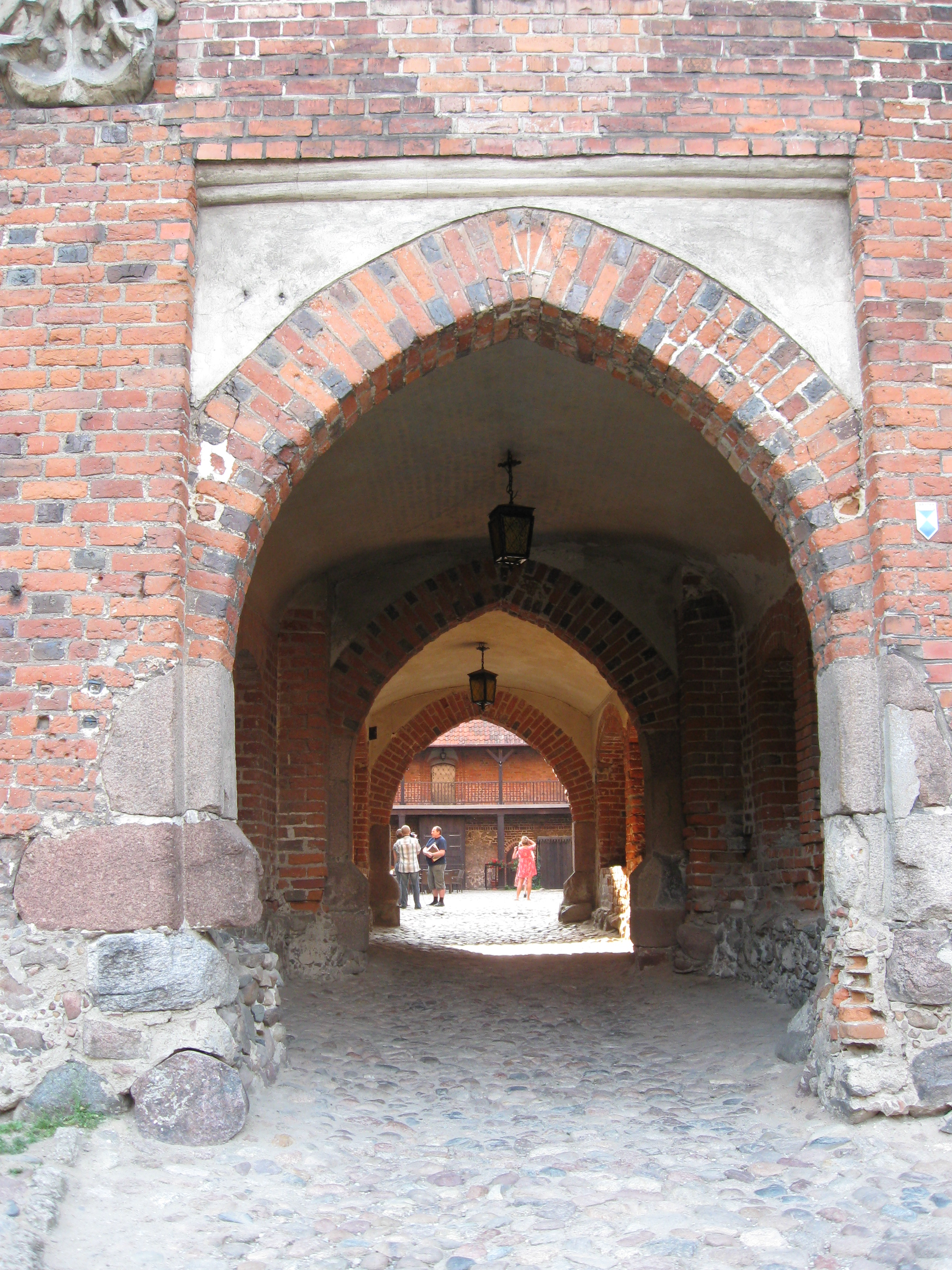
Ворота во внутренний двор
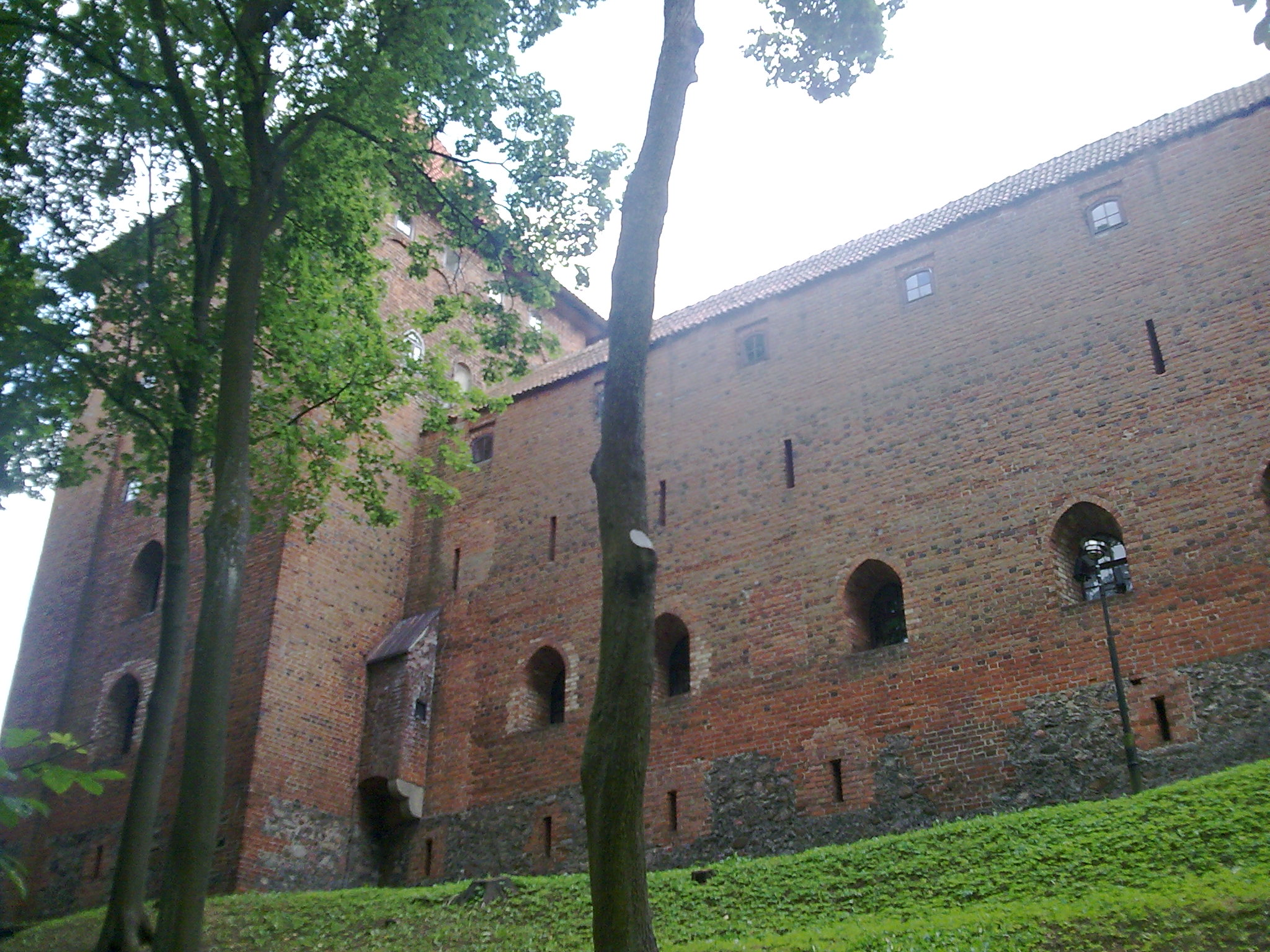
Башня и стена замка
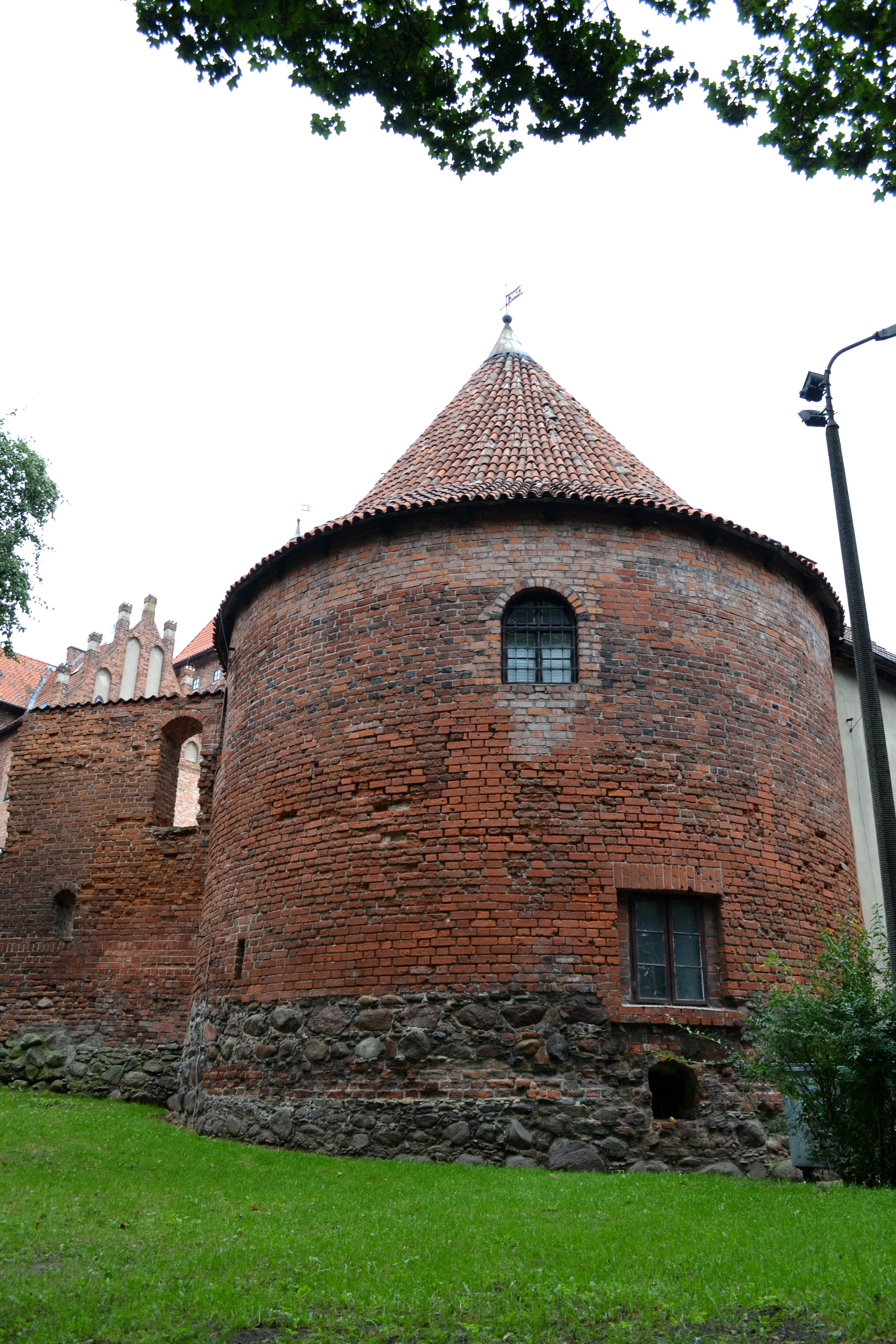
Круглая угловая башня
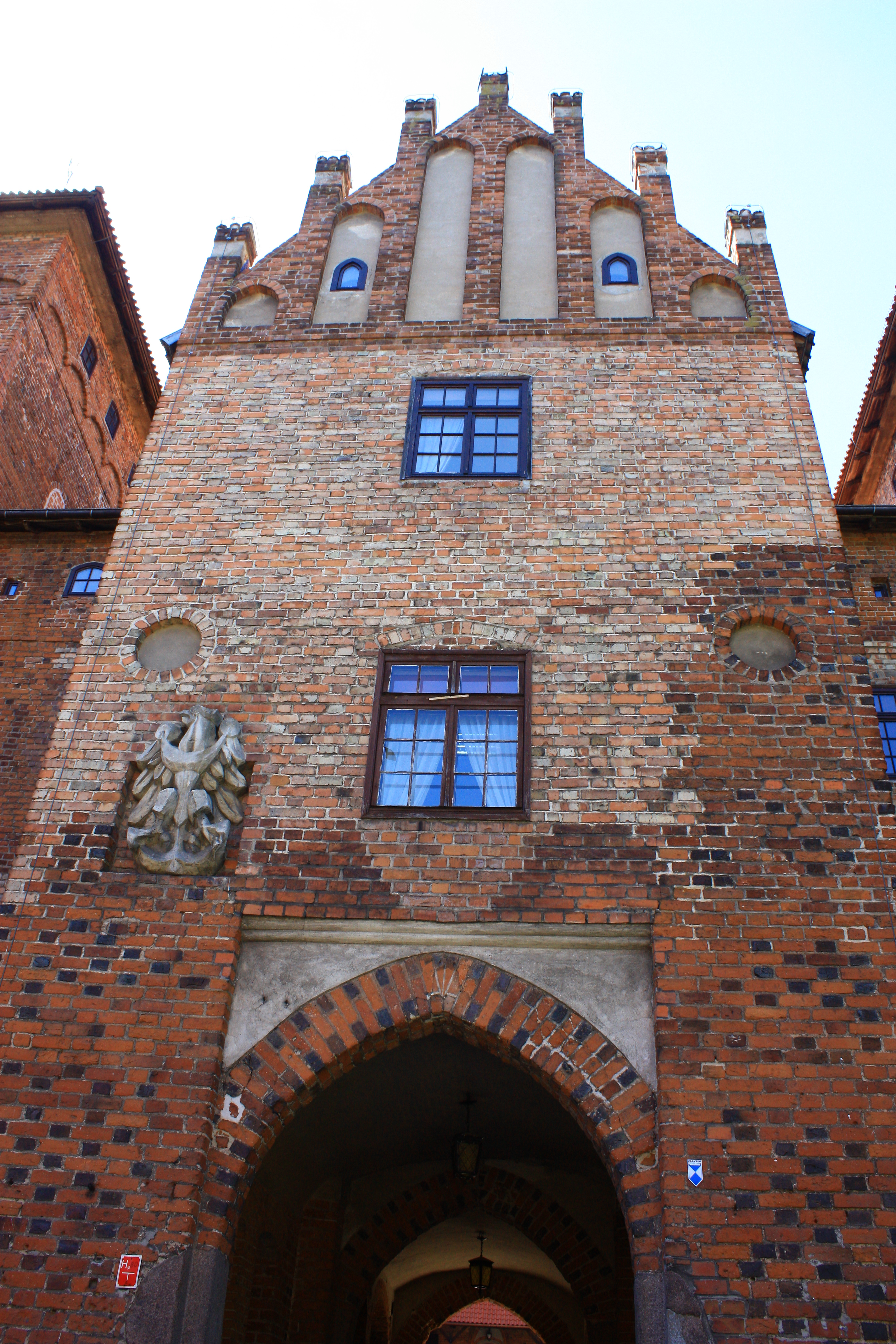
Фасад главного здания с фронтоном в стиле ступенчатый щипец